# China Coal Energy
China Coal Energy (chinesisch 中国中煤能源股份有限公司, Pinyin zhōngguó zhōng méi néngyuán gǔfèn yǒuxiàn gōngsī) ist eine durch die sich im Staatsbesitz befindliche China National Coal Group Corporation 2006 gegründete Aktiengesellschaft mit beschränkter Haftung aus China, die im Kohlebergbau, in der Herstellung und Vertrieb von Kesselkohle und Kokskohle, in der Stromerzeugung, der Kohlechemie, der Fertigung von Bergbaumaschinen und als Dienstleister für andere Bergbauunternehmen tätig ist. Beim Börsengang 2006 wurden 13,6 Mrd. Hongkong-Dollar erzielt bei einer 35-fachen Überzeichnung. Neben der Hong Kong Stock Exchange ist China Coal Energy seit 2008 auch an der Shanghai Stock Exchange gelistet. Das Unternehmen ist nach China Shenhua Energy das zweitgrößte Kohleunternehmen aus China.
Im Jahr 2024 erzielte das Unternehmen einen Umsatz von rund 205,35 Milliarden HKD. Der Gewinn betrug 19,68 Milliarden HKD nach Steuern. Das Unternehmen beschäftigte 46.452 Mitarbeiter.